# Velika loža Hrvatske
Velika loža Hrvatske (skraćeno VLH), je najstarija i jedina regularna slobodnozidarska velika loža u Hrvatskoj.
Godine 1992. je Velika loža Austrije osnovala Ložu "Ilirija" sa zadatkom primanja slobodnih zidara iz Hrvatske i Slovenije, a 1994. godine njezino djelovanje bilo je ograničeno samo na Hrvatsku. U 1995. godini osnovane su prve tri masonske lože u Zagrebu koje su dvije godine kasnije, 1997., uspostavile Veliku ložu Hrvatske. Ovu veliku ložu je 1999. godine priznala Ujedinjena velika loža Engleske (UGLE) kao regularnu, a do 2001. godine još trideset velikih loža s pet kontinenata.

## Povijest
Nakon stjecanja neovisnosti 1991. godine, koje je uslijedilo raspadom komunističke Jugoslavije, slobodno zidarstvo u Hrvatskoj postupno se obnavlja. Inicijativu je te godine pokrenuo Čedo Kirchner, Austrijanac koji je djetinjstvo i osnovno obrazovanje proveo u Zagrebu, u ime Velike lože Austrije, skupa s nekoliko hrvatskih i slovenskih slobodnih zidara (koji su postali članovi u inozemstvu), kako bi pomogli obnoviti slobodno zidarstvo u novonastalim državama Hrvatskoj i Sloveniji. Iz tih razloga, početkom 1992. godine osnovana je Loža "Ilirija" sa sjedištem u Beču. Godine 1993. Loža je imala ukupno 96 članova, od kojih je 37 bilo hrvatskih.
Hrvatski članovi Lože "Ilirija" osnovali su 14. lipnja 1994. godine u Zagrebu udrugu pod nazivom Velika loža starih i prihvaćenih slobodnih zidara Hrvatske. Na osnivačkom skupu sudjelovalo je deset utemeljitelja: Branimir Horvat, Zvonimir Tomić, Nenad Porges, Slobodan Kuvalja, Radovan Horvat, Nikola Wirth, Dragutin Dumančić, Hrvoje Raguž, Zlatko Bourek i Zvonimir Žepić. Ministarstvo uprave Republike Hrvatske odobrilo je upis udruge u Registar udruga 21. rujna iste godine. U tom razdoblju broj hrvatskih slobodnih zidara u Loži "Ilirija" postepeno je porastao do 70, među kojima su 32 podignuta u stupanj majstora.
U listopadu 1995. godine, 30 hrvatskih slobodnih zidara zatražilo je dopuštenje od Lože "Ilirija" za osnivanje triju loža u Zagrebu. U prvoj polovici studenog održani su osnivački sastanci za lože "Hrvatska vila", "Grof Ivan Drašković" i "Tri svjetla". Glavna skupština Velike lože Austrije odlučila je 1. lipnja 1996. godine priznati tri novoosnovane zagrebačke lože. Nakon toga je Velika loža Austrije 14. rujna iste godine u Zagrebu službeno uspostavila ove tri nove lože. Tri dana ranije, 11. rujna, kandidat za prvog velikog majstora hrvatske velike lože Branimir Horvat nenadano umire.
Uspostavljanjem triju loža, nakon nešto više od 56 godina, ponovno je oživio orijent Zagreb. Također time su se ispunjeni uvijeti za osnivanjem prve suverene velike lože u Hrvatskoj. Tako je 8. studenoga 1997. godine u Trakošćanu uz pomoć Velike lože Austrije osnovana Velika loža Hrvatske. Svečanim radom "unosa svjetla" je rukovodio veliki majstor Velike lože Austrije Heinz Scheiderbauer. Za prvog velikog majstora Velike lože Hrvatske izabran je Igor Francetić.
Ujedinjena velika loža Engleske je priznala 8. prosinca 1999. godine Veliku ložu Hrvatske kao regularnu. Do ljeta 2001. godine priznaje je još trideset velikih loža s pet kontinenata. Godine 2001. osnovana je i četvrta loža pod zaštitom ove velike lože, Loža "Ormus" u Rijeci.
Prve lože van orijenta Zagreb osnivaju se u Varaždinu i Rijeci. Loža "Savršeni savez" je osnovana 2003. godine u Varaždinu, dok je u Rijeci 2004. godine osnovana Loža "Harmonija". Također, 2004. godine je osnovana i istaživačka Loža "Quatuor Coronati" u Zagrebu. Do 2010. godine osnovane se još tri lože u Zagrebu: "Libertas" (2005.), "Isis" (2006.) i "Pravednost" (2010.). U Istri je osnovana prva loža, "Lux Histriae", 2010. godine. U 2013. godini osnivaju se dvije lože; Loža "Mudrost" u Zagrebu te "Concordia Fratrum" u Splitu. Četrnaesta loža pod zaštitom ove velike lože, Loža "Maksimilijan Vrhovac", osnovana je 2014. godine u Zagrebu.
Velika loža na svojoj skupštini 10. rujna 2015. godine mijenja naziv udruge u Velika loža Hrvatske grof Ivan Drašković u spomen na grofa Ivana Draškovića, utemeljitelja i prvog velikog majstora Velike pokrajinske lože Hrvatske. 
Veliki majstor Velike lože Marijan Hanžeković preminuo je 28. siječnja 2018. godine dok je obnašao tu dužnost.
Godine 2019. godine osnovana je Loža "Sirius B" u Rijeci, koja je nazvana po istoimenoj riječkoj loži utemeljenoj 1901. godine, te Loža "Budnost" u Osijeku, koja je nazvana po istoimenim osječkim ložama utemeljenim 1773. i 1912. godine. Nakon toga, u Zagrebu je osnovana Loža "Europa AD 1775" koja je ušla u europski lanac istoimenih loža. U Zagrebu je 2024. godine osnovana Loža "Ljubav bližnjega".
U studenom 2024. godine Express je objavio da je smjenjeni ministar zdravstva Vili Beroš bio član Lože "Pravednost". Kasnije je u istom tjedniku objavljena i struktura članova iste lože.

## Ustroj
Sjedište Velike lože Hrvatske je u Zagrebu. Upisana je kao udruga u Registar udruga pod nazivom Velika loža Hrvatske grof Ivan Drašković.

### Lože
U 2024. godini pod okriljem ove velike lože radi 18 loža, od toga 11 u Zagrebu, četiri u Rijeci te po jedna u Varaždinu, Splitu i Osijeku.
- Loža "Grof Ivan Drašković" br. 1, Zagreb – nosi naziv po grofu Ivanu VIII. Draškoviću, utemeljištelju i prvom velikom majstoru prve Velike lože Hrvatske, kao i po zagrebačkoj loži utemeljenoj 1919. godine; osnovana je pod zaštitom Velike lože Austrije.
- Loža "Hrvatska vila" br. 2, Zagreb – nosi naziv po zagrebačkoj loži utemeljenoj 1892. godine i prvoj koja je radila na hrvatskom jeziku; osnovana je pod zaštitom Velike lože Austrije.
- Loža "Tri svjetla" br. 3, Zagreb – osnovana je pod zaštitom Velike lože Austrije.
- Loža "Ormus" br. 4, Rijeka – nosi naziv po vrhovnom božanstvu Ahura Mazda u zoroastrizamu.
- Loža "Savršeni savez" br. 5, Varaždin – nosi naziv po varaždinskoj loži utemeljenoj 1772. godine.
- Loža "Harmonija" br. 6, Rijeka
- Loža "Quatuor Coronati" br. 7, Zagreb – ova istraživačka loža nosi naziv po najstarijoj istraživačkoj Loži "Quatuor Coronati" br. 2076, osnovanoj 1886. godine pod zaštitom Ujedinjene velike lože Engleske (UGLE).
- Loža "Libertas" br. 8, Zagreb – nosi naziv po latinskoj riječi za slobodu te po Libertas, božici i personifikaciji slobode u rimskoj mitologiji.
- Loža "Isis" br. 9, Zagreb – nosi naziv po Izidi, božici magije u egipatskoj mitologiji.
- Loža "Pravednost" br. 10, Zagreb – nosi naziv po zagrebačkoj loži utemeljenoj 1921. godine.
- Loža "Lux Histriae" br. 11, Rijeka – nosi naziv po Istri, odnosno latinskom izrazu što u prijevodu znači "Svjetlost Istre".
- Loža "Concordia Fratrum" br. 12, Split – nosi naziv po latinskoj krilatici što u prijevodu znači "Bratska sloga"; ovo geslo ima i plemićka obitelj Vranyczany-Dobrinović.
- Loža "Mudrost" br. 13, Zagreb – nosi naziv po zagrebačkoj loži utemeljenoj 1773. godine.
- Loža "Maksimilijan Vrhovac" br. 14, Zagreb – nosi naziv po zagrebačkom biskupu i slobodnom zidaru Maksimilijanu Vrhovcu, kao i po zagrebačkoj loži utemeljenoj 1913. godine.
- Loža "Sirius B" br. 15, Rijeka – nosi naziv po riječkoj loži utemeljenoj 1901. godine.
- Loža "Budnost" br. 16, Osijek – nosi naziv po osječkim ložama utemeljenim 1773. i 1912. godine.
- Loža "Europa AD 1775" br. 17, Zagreb – nosi naziv po kontinentu Europa i dio je lanca istoimenih loža koje rade pod okriljem regularnih velikih loža u Europi,[21][22] a u nazivu ima još i 1775. godinu kada je osnovana Velika pokrajinska loža Hrvatske.
- Loža "Ljubav bližnjega" br. 18, Zagreb – nosi naziv po sisačkoj loži utemeljenoj 1872. te zagrebačkoj loži utemeljenoj 1903. godine.

### Uprava
Velikom ložom Hrvatske upravlja veliki majstor koji se bira na trogodišnje razdoblje. Dosadašnji veliki majstori su:
1. Igor Francetić (1997. – 2000.)
2. Radovan Horvat (2000. – 2006.)[24]
3. Dragan Kukavica (2006. – 2015.)[25]
4. Marijan Hanžeković (2015. – 2018.)
5. Slobodan Kuvalja (2018. – 2024.)[26]
6. Zvonko Jadrešin (od 2024.)[27][28]

### Međunarodna suradnja
Velika loža sudjeluje u radu Svjetske konferencije regularnih masonskih velikih loža. Također, potpisala je povelje o prijateljstvu i međusobnom priznavanju s preko 125 regularnih velikih loža.

### Obredi
Primarni slobodnozidarski obred Velike lože Hrvatske je Schröderov obred. Velika loža upravlja simboličkim stupnjevima plave lože (učenik, pomoćnik i majstor) i delegira upravljanje visokim stupnjevima na dodatna tijela i redove.

## Pridružena tijela i redovi
Upravljanje visokim stupnjevima ova velika loža provodi u pet pridruženih tijela i redova, od kojih svaki predstavlja jedan obred, a na temelju potpisanih konkordata. Ova tijela i redovi su:
- Vrhovno vijeće Škotskog obreda za Hrvatsku – nadležno za rad Drevnog i prihvaćenog škotskog obreda.[30]
- Yorčki sustav djeluje kroz tri primarna tijela te jednim počasnim redom:[31]
  - Veliki kapitel slobodnih zidara kraljevskog luka Hrvatske – nadležan za rad Kraljevskog luka,[32]
  - Veliki koncil slobodnih zidara kripte Hrvatske – nadležan za rad Kripte.[33]
  - Veliko zapovjedništvo vitezova templara Hrvatske – nadležan za rad vitezova templara.[34]
  - Velika imperijalna konklava Slobodnozidarskog i vojnog reda crvenog križa cara Konstatina za Hrvatsku – nadležna za rad Crvenog križa cara Konstatina.[35]
- Suvereno utočište Drevnog i primitivnog obreda Memfisa-Mizraima Hrvatske – nadležno za rad Memfisa-Mizraima.[36]
- Pridružena tijela i redovi koji imaju svoje jedinice u Hrvatskoj:
  -  Šrajnerski centar "Emirat" Međunarodnog reda Šrajnera (engl. Emirat Shriners Chapter of the Shriners International) – nadležan za rad Šrajnera.[37][38][39]

### Škotski red
Vidi još: Škotski red u Hrvatskoj i Vrhovno vijeće Škotskog obreda
Obnovom slobodnog zidarstva u Hrvatskoj, pokrenuog 1991. godine, prvi slobodni zidari iz Hrvatske i Slovenije dobili su više stupnjeve Škotskog obreda u Pragu iste godine. Velika loža Slovenije je dobila svoje Vrhovno vijeće Škotskog obreda 25. ožujka 2000. godine. Nakon toga uspostavljaju se radionice za članove iz Hrvatske u kojima je radilo više od dvadesetero članova. U Zagrebu je 5. studenoga 2002. osnovana udruga Drevni i prihvaćeni škotski obred za Hrvatsku. Velika loža Hrvatske je 22. ožujka 2003. godine dobila svoje samostalno Vrhovno vijeće Drevnog i prihvaćenog škotskog obreda.
Vrhovno vijeće je član Europske konfederacije vrhovnih vijeća (engl. European Confederation of Supreme Councils).
Dosadašnji veliki zapovjednici su Branko Šömen, Slobodan Kuvalja, Boris Vucelić (? – 2015.) i Borko Skurić (od 2015.).

### Yorčki red

#### Kraljevski luk
Veliki kapitel slobodnih zidara kraljevskog luka Hrvatske je osnovan 8. veljače 2008. godine od tri kapitela u Hrvatskoj koja su radili do tada radila pod Velikim kapitelom Austrije. Član je Međunarodnog Generalnog velikog kapitela slobodnih zidara kraljevskog luka.

#### Kripta
Slobodno zidarstvo Kripte je prvi puta uvedeno u Hrvatsku početkom 2009. godine kada je nekoliko članova postiglo potrebne stupnjeve uz pomoć članova iz Italije i Austrije. Tom prilikom je osnovan i prvi koncil u Hrvatskoj, sa sjedištem u Rijeci. U proljeće 2009. godine su skupini članova iz Hrvatske dodijeljeni kriptični stupnjevi u Washingtonu, od strane Velikog kapitela Slobodnih zidara kraljevskog luka Virginije. Početkom ljeta 2009. godine su utemeljena još dva koncila čime su se stekli uvjeti za osnivanje Velikog koncila slobodnih zidara kripte Hrvatske, koje danas predstavlja suverenu krovnu organizaciju kriptičnog slobodnog zidarstva u Hrvatskoj.
Veliki koncil Hrvatske je član Međunarodnog Glavnog velikog koncila slobodnih zidara kripte.

#### Templari
Templarsko slobodno zidarstvo u Hrvatsku dolazi 2009. godine. Na Velikoj konklavi u Roanokeu, Virginia, 17. kolovoza 2009. Veliki tabor vitezova templara Sjedinjenih Američkih Država izdao je za povelju za uspostavu prvog hrvatskog zbora, odnosno zapovjedništva, pod nazivom "Croatia" br. 1. Tri hrvatska zapovjedništva, dva u Zagrebu i jedan u Rijeci, su 14. kolovoza 2012. godine uspostavila Veliko zapovjedništvo vitezova templara Hrvatske.

#### Crveni križ cara Konstatina
Velika imperijalna konklava Slobodnozidarskog i vojnog reda crvenog križa cara Konstatina za Hrvatsku osnovana je u svibnju 2009. godine od strane Velike imperijalne konklave za Italiju.
Ovaj red je počasno tijelo Yorčkog sustava.

### Red Memfisa-Mizraima
Suvereno utočište Drevnog i primitivnog obreda Memfisa-Mizraima Hrvatske radi od 16. studenog 2013. godine.

## Vanjske poveznice
- Službena stranica
- Škotski obred za Hrvatsku
- VLH na Amenkamen.com

|  | Portal Hrvatske: pristup člancima s tematikom o Hrvatskoj |